# Pterolophia queenslandensis
Pterolophia queenslandensis là một loài bọ cánh cứng trong họ Cerambycidae.